# Station Coseley
Coseley is een spoorwegstation van National Rail in Coseley, Dudley in Engeland. Het station is eigendom van Network Rail en wordt beheerd door West Midland Trains. Het station is geopend in 1902.